# Státní kremelský palác
Státní kremelský palác (rusky Государственный Кремлёвский дворец; do r. 1992 Kremelský sjezdový palác, rusky Кремлёвский дворец съездов) je objekt v areálu Moskevského kremlu, postavený roku 1961 z iniciativy Nikity Chruščova. Již od počátku sloužil vedle sjezdů Komunistické strany Sovětského svazu také jako divadelní, koncertní a společenský sál. Objekt je památkově chráněný.

## Historie
Otázka výstavby nové budovy pro vládní orgány se objevila již ve 20. letech. Celá 30. léta se potom předpokládalo, že problém vyřeší megalomanský Palác sovětů. Ten nakonec nebyl realizován, potřeba velkého objektu pro zasedání Nejvyššího sovětu Sovětského svazu a pro sjezdy komunistické strany však přetrvávala. O výstavbě Kremelského sjezdového paláce rozhodnul roku 1959 osobně generální tajemník KSSS Nikita Chruščov.
Z dvanácti projektů byl vybrán návrh tehdejšího hlavního architekta Moskvy Michaila Posochina, který se postavil do čela týmu architektů a projektantů. Původně se předpokládala kapacita sjezdového sálu 4000 míst, avšak během návštěvy Číny udělal na Nikitu Chruščova tamní Velký sál lidu natolik velký dojem, že nařídil navýšit kapacitu na 6000 míst a nad hlavní sál umístit ještě plesový sál. Aby stavba nenarušovala svou výškou historické panorama Kremlu, je zapuštěna 16 m pod zem.
Nejdříve se zvažovala vestavba sjezdového sálu do Velkého kremelského paláce tak, aby nebyl narušen historický vzhled areálu, nakonec ale bylo rozhodnuto o výstavbě nové samostatné budovy. Té padlo za oběť několik drobnějších klasicistních budov z 19. století, severní křídlo Paláce patriarchů a stará empírová zbrojnice z let 1807-1810 (později přestavěná na kasárna). Archeologické vykopávky byly prováděny ve spěchu a pouze na 200 čtverečních metrech, takže velká část možných nálezů byla zničena (v těchto místech stával například dvorec Borise Godunova či dětinec z doby Jurije Dolgorukého). Samotná výstavba trvala 16 měsíců.

## Architektura
Kremelský sjezdový palác byl zbudován ve stylu sovětského modernismu, tedy slohu, který po smrti Stalina nahradil socialistický realismus.
Palác má celkový objem okolo 40 tisíc m³ a nachází se zde více než 800 místností. Centrální část budovy zabírá sál pro 6 tisíc lidí.
Vnější fasáda je zhotovena z uralského mramoru a nazlátlého eloxovaného hliníku, uvnitř je použita červená žula, uralský mramor, ázerbájdžánský pěnovec a různé druhy dřeva. Nad vchodem se původně nacházel velký znak SSSR, dnes nahrazený ruským státním znakem.

## Galerie

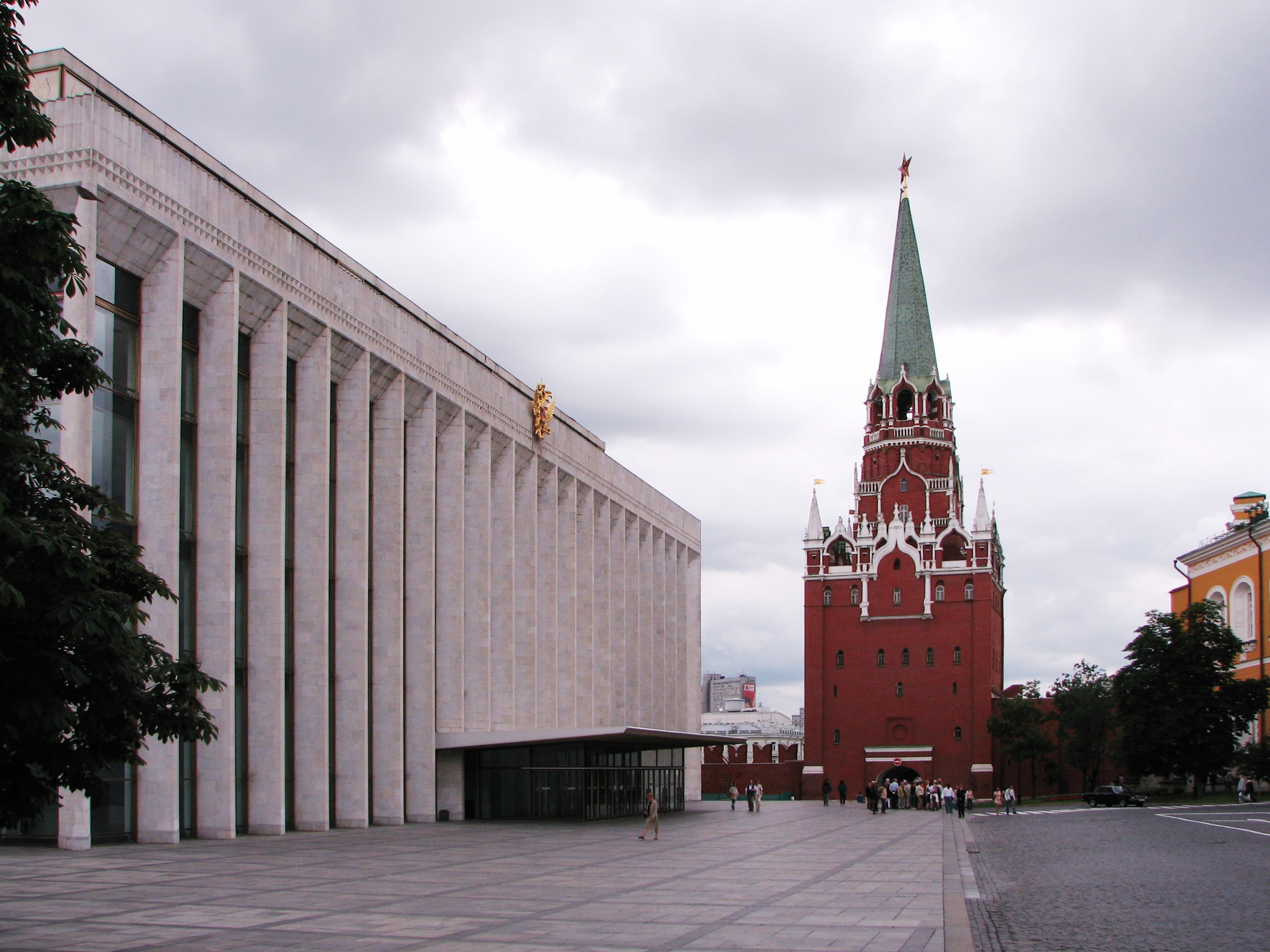
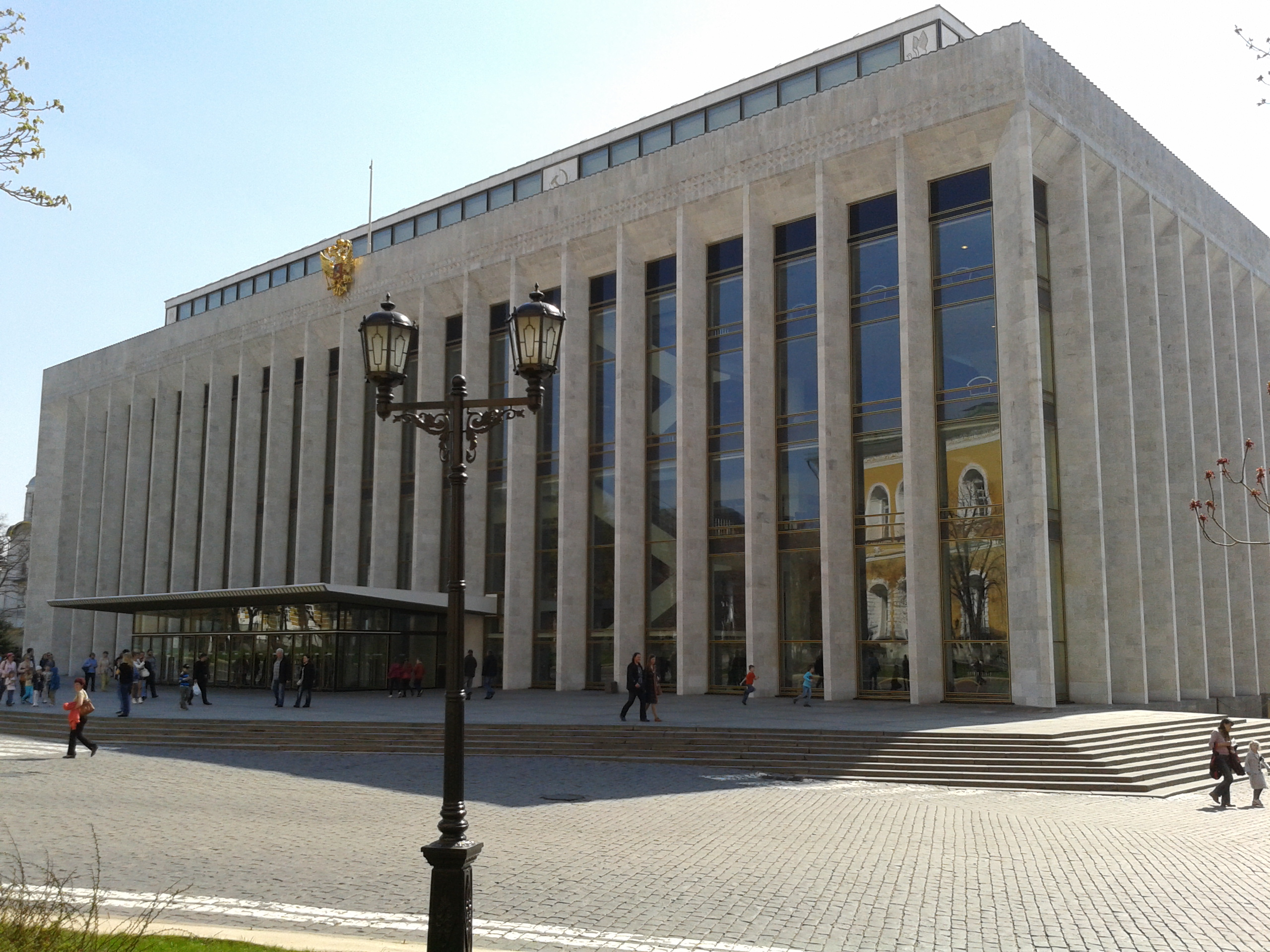
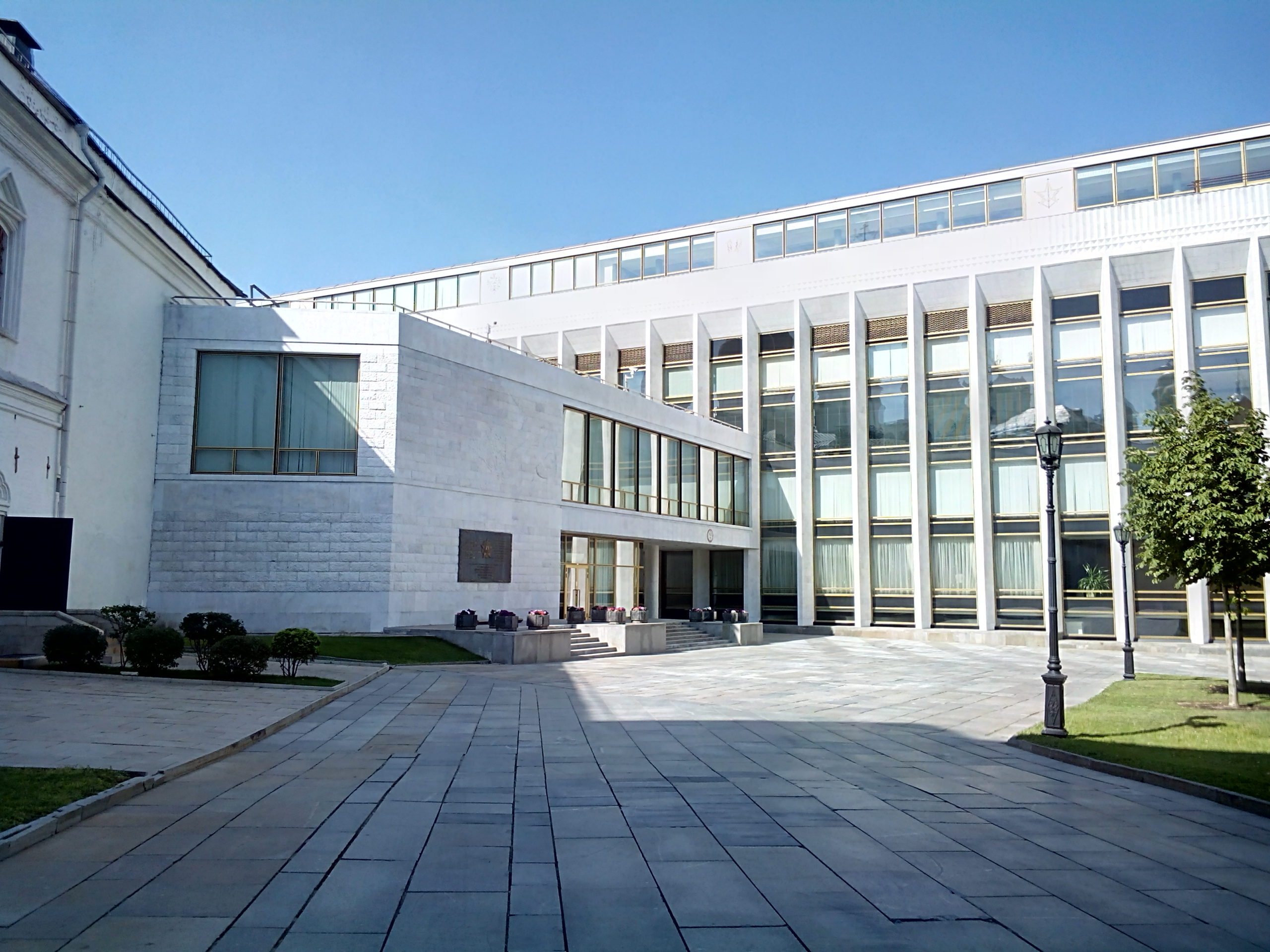
Přechod do Paláce patriarchů
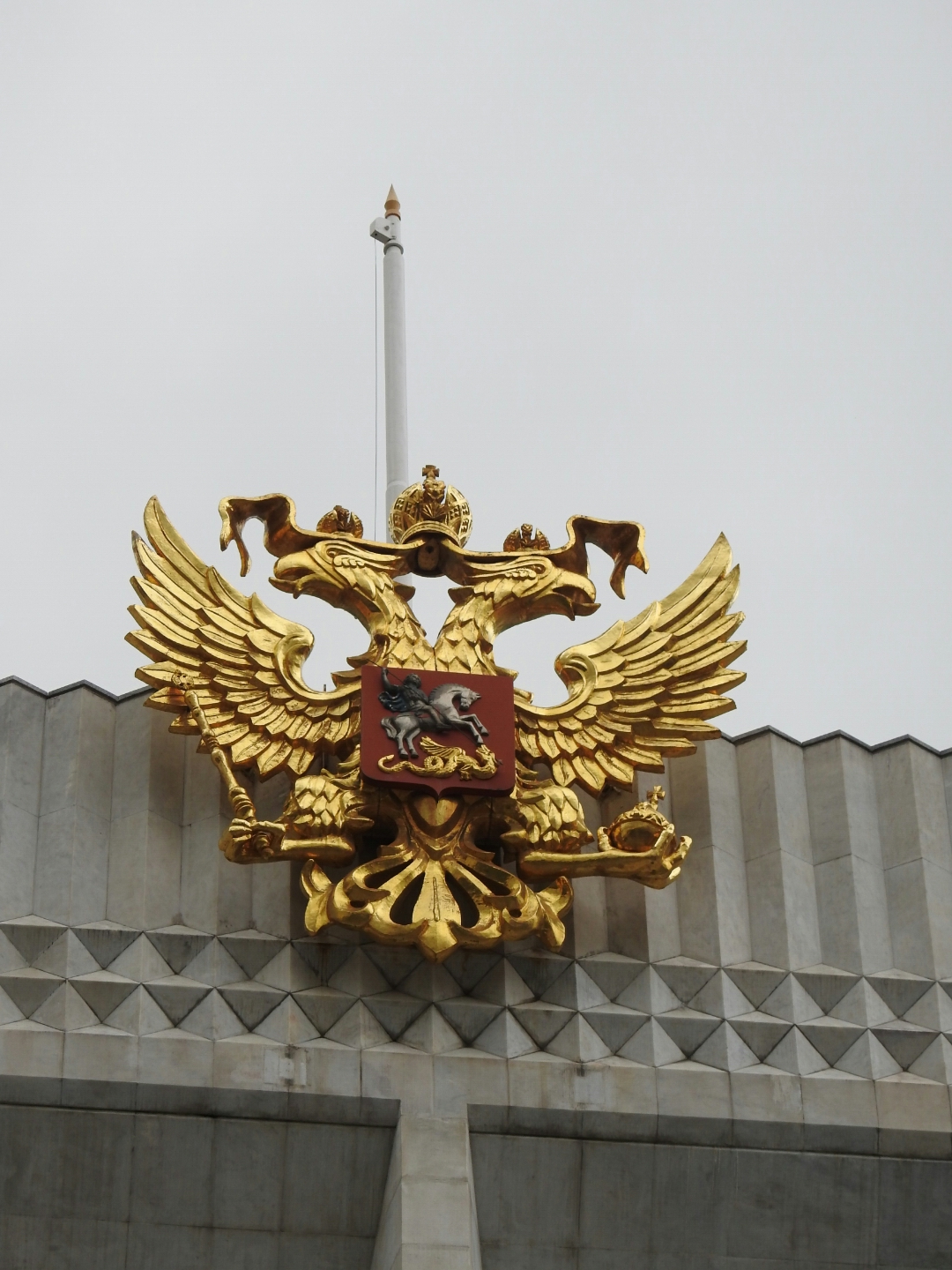
Státní znak nad vchodem
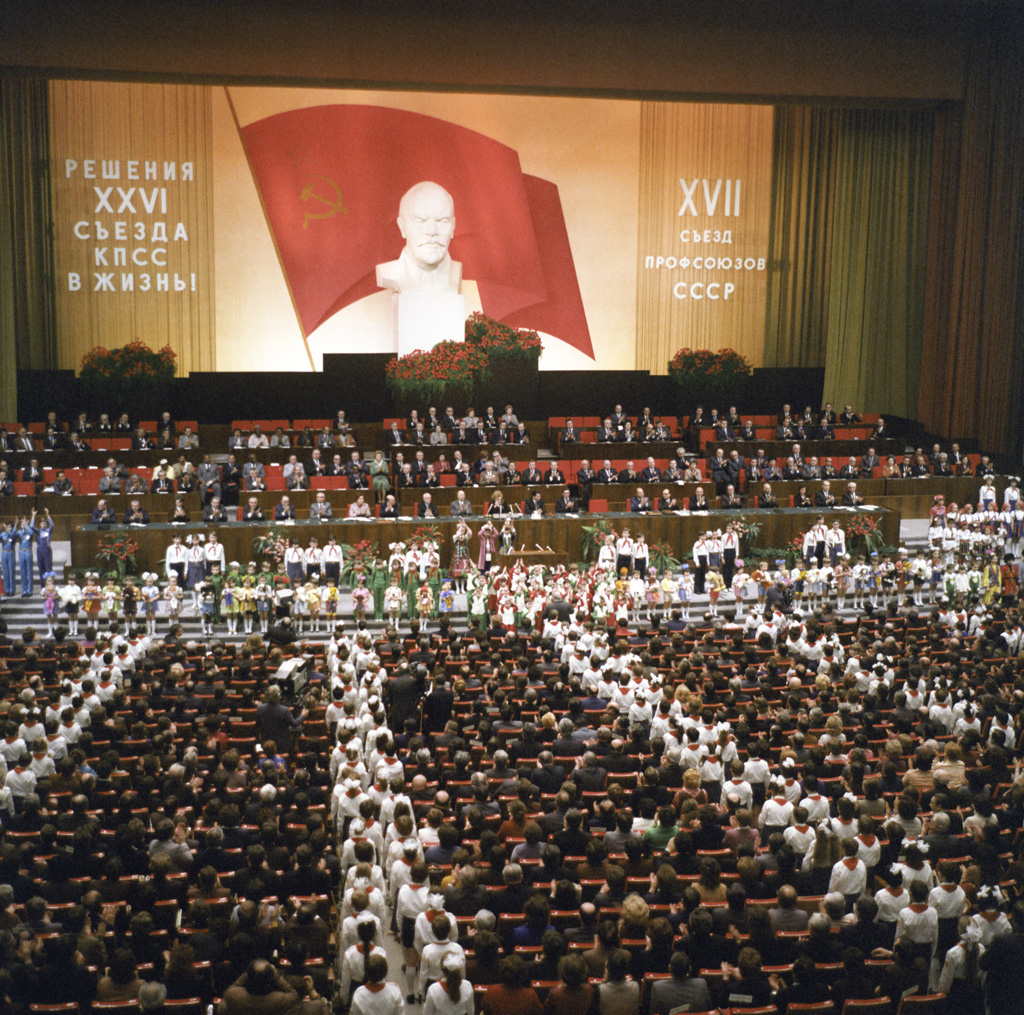
Sjezd odborů, 1982
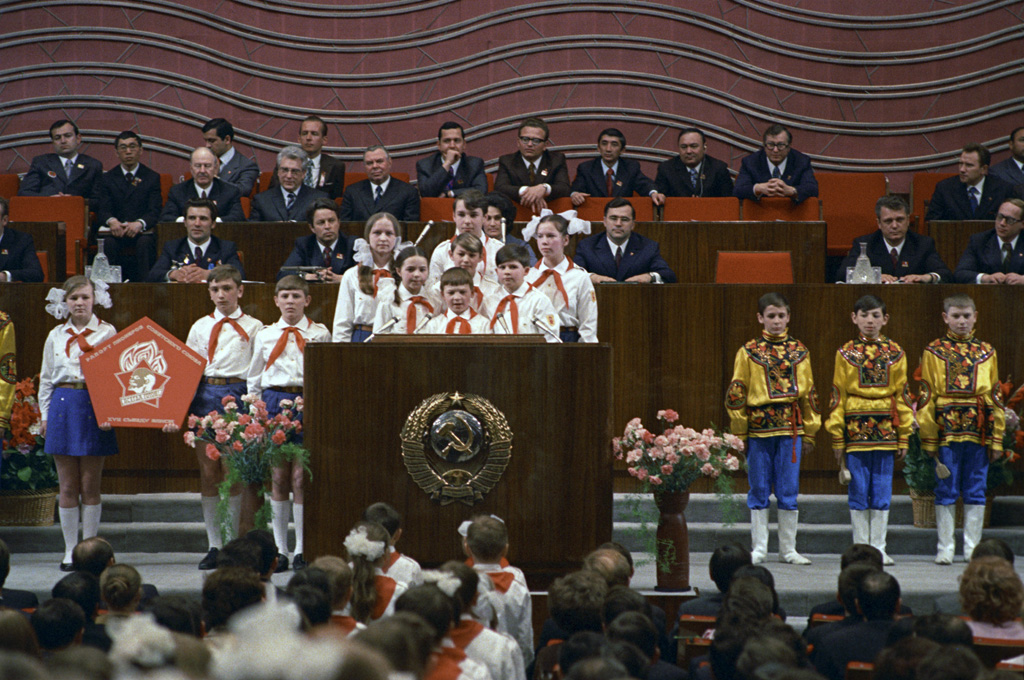
Sjezd Komsomolu, 1972
Interiéry, 1964
Interiéry, 1964
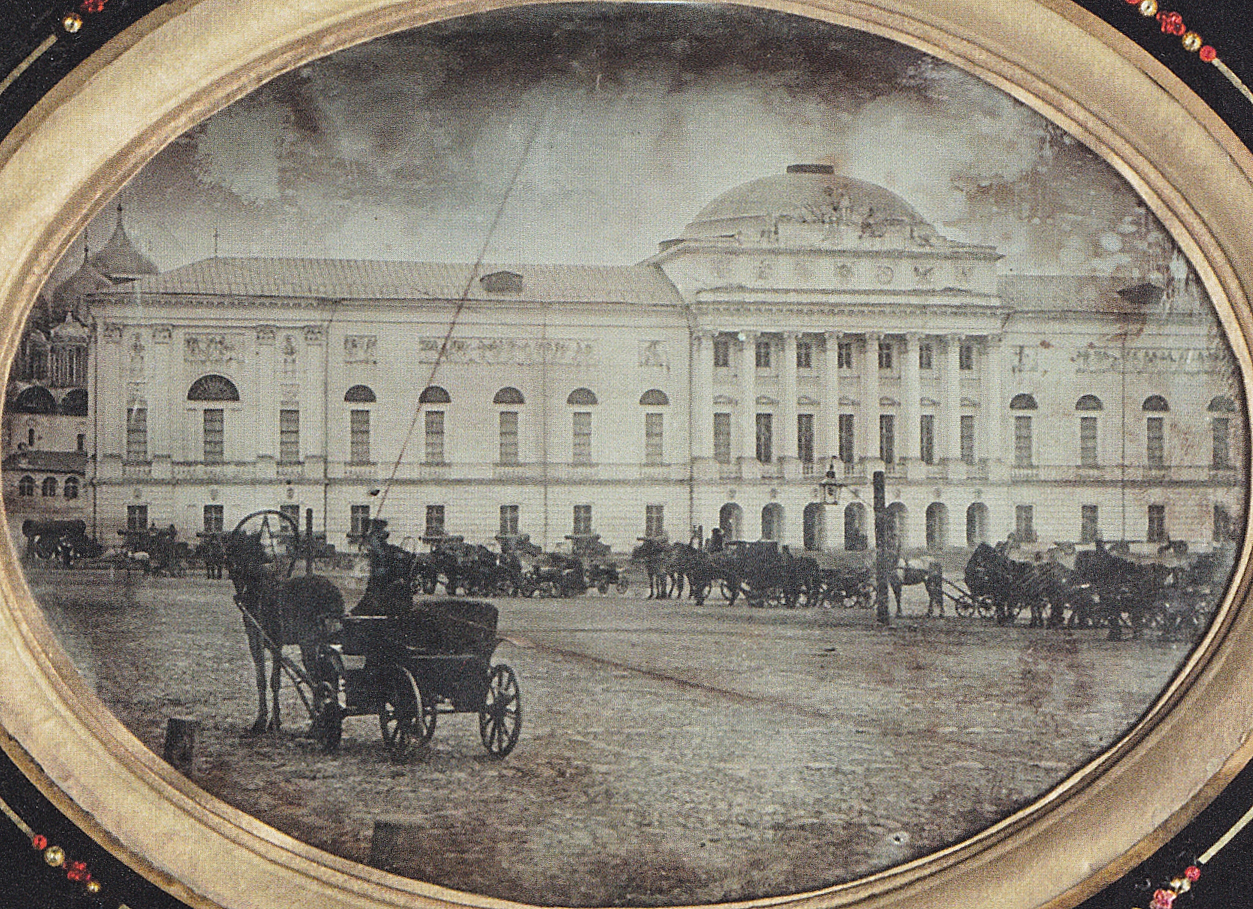
Zbrojnice, stojící na místě dnešního paláce (foto pol. 19. stol.)
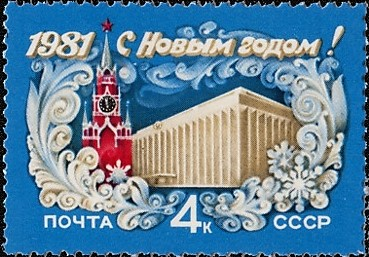
Na poštovní známce z r. 1981